# 50 metri piani
I 50 metri piani sono una specialità sia maschile che femminile dell'atletica leggera, solitamente praticata nelle gare indoor. Sono la specialità di corsa più breve in assoluto e si disputano unicamente in alcuni meeting.

## Record

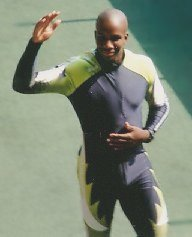
Donovan Bailey, detentore del record mondiale maschile della specialità

Il record mondiale maschile è di 5"56, tempo fatto registrare dal canadese Donovan Bailey il 9 febbraio 1996 a Reno. Anche lo statunitense Maurice Greene ha corso nello stesso tempo, il 13 febbraio 1999 a Los Angeles, tuttavia la prestazione non è stata omologata come primato mondiale. Il record mondiale femminile appartiene invece alla russa Irina Privalova, con il tempo di 5"96, stabilito il 9 febbraio 1995 a Madrid.

### Maschili
Statistiche aggiornate al 31 dicembre 2019.
|                             | Tempo | Atleta             | Luogo       | Data             |
| --------------------------- | ----- | ------------------ | ----------- | ---------------- |
| Record mondiale             | 5"56  | Donovan Bailey     | Reno        | 9 febbraio 1996  |
| Record africano             | 5"61  | Deji Aliu          | Liévin      | 21 febbraio 1999 |
| Record asiatico             | 5"69  | Gennadiy Chernovol | Liévin      | 24 febbraio 2002 |
| Record europeo              | 5"61  | Manfred Kokot      | Berlino     | 4 febbraio 1973  |
| Record nord-centroamericano | 5"56  | Donovan Bailey     | Reno        | 9 febbraio 1996  |
| Record nord-centroamericano | 5"56  | Maurice Greene     | Los Angeles | 13 febbraio 1999 |
| Record oceaniano            | 6"03  | Isaac Yaya         | Nizza       | 20 dicembre 2003 |

### Femminili
Statistiche aggiornate al 31 dicembre 2019.
|                             | Tempo | Atleta                | Luogo     | Data             |
| --------------------------- | ----- | --------------------- | --------- | ---------------- |
| Record mondiale             | 5"96  | Irina Privalova       | Madrid    | 9 febbraio 1995  |
| Record africano             | 6"04  | Chioma Ajunwa         | Liévin    | 22 febbraio 1998 |
| Record asiatico             | 6"31  | Susanthika Jayasinghe | Liévin    | 25 febbraio 2001 |
| Record europeo              | 5"96  | Irina Privalova       | Madrid    | 9 febbraio 1995  |
| Record nord-centroamericano | 6"00  | Merlene Ottey         | Mosca     | 4 febbraio 1994  |
| Record oceaniano            | 6"3 m | Pam Kilborn           | Toronto   | 29 gennaio 1965  |
| Record sudamericano         | 6"31  | Jennifer Innis        | Daly City | 11 febbraio 1983 |

Legenda:
: record mondiale
: record africano
: record asiatico
: record europeo
: record nord-centroamericano e caraibico
: record oceaniano
: record sudamericano

## Migliori atleti

### Maschili
Statistiche aggiornate al 31 dicembre 2019.
|    | Tempo | Atleta         | Luogo       | Data             |
| -- | ----- | -------------- | ----------- | ---------------- |
| 1. | 5"56  | Donovan Bailey | Reno        | 9 febbraio 1996  |
| 1. | 5"56  | Maurice Greene | Los Angeles | 13 febbraio 1999 |
| 3. | 5"60  | Michael Green  | Liévin      | 16 febbraio 1997 |
| 4. | 5"61  | Manfred Kokot  | Berlino     | 4 febbraio 1973  |
| 4. | 5"61  | James Sanford  | San Diego   | 20 febbraio 1981 |
| 4. | 5"61  | Deji Aliu      | Liévin      | 21 febbraio 1999 |
| 4. | 5"61  | Freddy Mayola  | Madrid      | 16 febbraio 2000 |
| 4. | 5"61  | Jason Gardener | Madrid      | 16 febbraio 2000 |
| 9. | 5"62  | Emmit King     | Kōbe        | 5 marzo 1986     |
| 9. | 5"62  | Andre Cason    | Los Angeles | 15 febbraio 1992 |
| 9. | 5"62  | Morné Nagel    | Liévin      | 24 febbraio 2002 |

### Femminili
Statistiche aggiornate al 31 dicembre 2019.
|    | Tempo | Atleta                   | Luogo    | Data             |
| -- | ----- | ------------------------ | -------- | ---------------- |
| 1. | 5"96  | Irina Privalova          | Madrid   | 9 febbraio 1995  |
| 2. | 6"00  | Merlene Ottey            | Mosca    | 4 febbraio 1994  |
| 3. | 6"02  | Gail Devers              | Liévin   | 21 febbraio 1999 |
| 4. | 6"04  | Chioma Ajunwa            | Liévin   | 22 febbraio 1998 |
| 5. | 6"05  | Philomena Mensah         | Liévin   | 13 febbraio 2000 |
| 6. | 6"06  | Angella Taylor-Issajenko | Ottawa   | 31 gennaio 1987  |
| 7. | 6"08  | Veronica Campbell-Brown  | New York | 28 gennaio 2012  |
| 8. | 6"09  | Žanna Pintusevyč-Blok    | Mosca    | 2 febbraio 1993  |
| 9. | 6"11  | Marita Koch              | Grenoble | 2 febbraio 1980  |
| 9. | 6"11  | Christine Arron          | Aubière  | 26 febbraio 2006 |